# Júnior Díaz
Júnior Enrique Díaz Campbell (* 12. září 1983, San José, Kostarika) je kostarický fotbalový obránce a reprezentant, který hraje za německý klub 1. FSV Mainz 05. Hrává často na postu stopera (středního obránce). Účastník Mistrovství světa 2014 v Brazílii.

## Klubová kariéra
Díaz začínal s fotbalem v kostarickém celku CS Herediano. V lednu 2008 přestoupil do Evropy do polského klubu Wisła Kraków. V letech 2010–2012 působil v belgickém Club Brugge KV, přičemž sezonu 2011/12 strávil na hostování zpět ve Wisłe. V létě 2012 přestoupil do německého 1. FSV Mainz 05.

## Reprezentační kariéra
Júnior Díaz reprezentoval Kostariku v mládežnických výběrech U20 a U23. S výberem do 23 let se zúčastnil Letních olympijských her 2004 v Aténách, kde Kostaričané vypadli ve čtvrtfinále s Argentinou po porážce 0:4.
V národním A-týmu Kostariky debutoval v roce 2003.
Kolumbijský trenér Kostariky Jorge Luis Pinto jej povolal na Mistrovství světa 2014 v Brazílii. Kostarika se v těžké základní skupině D s favorizovanými celky Uruguaye (výhra 3:1), Itálie (výhra 1:0) a Anglie (remíza 0:0) kvalifikovala se sedmi body z prvního místa do osmifinále proti Řecku. V něm Kostaričané vyhráli až v penaltovém rozstřelu poměrem 5:3 a poprvé v historii postoupili do čtvrtfinále MS. Ve čtvrtfinále s Nizozemskem (0:0, 3:4 na penalty) došlo opět na penaltový rozstřel, Kostarika byla vyřazena, i tak dosáhla postupem do čtvrtfinále svého historického maxima.